# Волгоград-Арена
«Волгоград Арена» (рос. Волгоград Арена) — футбольний стадіон у Волгограді, Росія, домашня арена ФК «Ротор». Одне з місць проведення матчів в рамках Чемпіонату світу з футболу 2018 року. Стадіон вміщує 45 568 глядачів.
Стадіон споруджений протягом 2015—2018 років та відкритий 3 квітня 2018 року.
15 липня 2018 після зливи територія довкола стадіону була пошкоджена. Всі пошкодження були усунені протягом місяця.

## Історія
Стадіон побудовано на місці знесеного Центрального стадіону, біля підніжжя меморіального комплексу Мамаїв Курган, на березі річки Волга. Попередній стадіон був побудований в 1958 році на місці колишнього нафтобази. Ця територія була нерозвинена, зайнята будівлями, складами, казармами та ярами. Під час будівництва стадіону було виявлено та вилучено 300 бомб що не вибухнули.
За для заощадження коштів, було запропоновано зробити стадіон компактним, єдиним об’єктом, який складається з подіуму на 40 тисяч глядачів, спортивної арени олімпійських розмірів та двох великих спортивних комплексів з 10 різними залами. До складу комплексу мали входити басейн та школа верхової їзди, яка не була побудована через брак коштів.